# 불확정 선거
미국에서는 어떠한 후보도 임명된 선거인 전체의 과반수를 확보하지 못했을 경우 대통령 또는 부통령을 선출하기 위해 불확정 선거(영어: Contingent election)를 사용한다. 대통령 불확정 선거는 미국 하원의 특별 투표로 결정되며, 부통령 불확정 선거는 미국 상원의 투표로 결정된다. 하원의 불확정 선거에서는 대표들이 개별적으로 투표하는 대신, 각 주 대표단이 en bloc으로 투표하여 대통령을 선택한다. 반면 상원의원들은 개별적으로 부통령에 투표한다.
불확정 선거 절차는 미국 헌법 제2조 제1항 제3호에 명시되어 있다. 이 절차는 1804년 수정 헌법 제12조에 의해 수정되었는데, 이에 따라 하원은 가장 많은 선거인단 투표를 받은 세 후보 중 한 명을 선택하고, 상원은 가장 많은 선거인단 투표를 받은 두 후보 중 한 명을 선택한다. "불확정 선거"라는 문구는 헌법 본문에 없지만, 최소 1823년부터 이 절차를 설명하는 데 사용되었다.
미국 역사에서 불확정 선거는 1801년, 1825년, 1837년에 세 번 발생했다. 1800년에는 민주공화당 후보인 토머스 제퍼슨과 에런 버가 동수의 선거인단 투표를 받았다. 수정 헌법 제12조 이전의 헌법에 따라, 이듬해 불확정 선거가 치러져 누가 대통령이 되고 누가 부통령이 될지 결정되었다. 1824년에는 선거인단이 네 명의 대통령 후보로 나뉘었으며, 앤드루 잭슨은 대중 투표와 선거인단 투표에서 모두 다수표를 얻었음에도 불구하고 하원에서 치러진 불확정 선거에서 존 퀸시 애덤스에게 패배했다. 1836년에는 버지니아의 신의 없는 선거인들이 마틴 밴 뷰런의 부통령 후보인 리처드 멘터 존슨에게 투표하기를 거부하여 그가 선거인단 투표의 과반수를 확보하지 못하게 했고, 그 결과 상원에서 부통령 불확정 선거가 강제되었다. 존슨은 이 선거에서 쉽게 승리했다.
과거 세 번의 불확정 선거는 임기가 끝나는 의회에서 진행되었는데, 당시 의회 임기는 대통령 임기와 같은 3월 4일에 끝나고 시작되었다. 1933년, 수정 헌법 제20조는 새로운 의회 임기를 1월 3일에, 새로운 대통령 임기를 1월 20일에 시작하도록 정했다. 이 수정안은 의회의 잔여 회기 기간을 두 달 단축시켰고, 향후의 불확정 선거는 새로운 의회에서 진행될 것이다.

## 선거인단 개요
미국에서 대통령과 부통령은 간접적으로 선거인단에 의해 선출되는데, 1961년 수정 헌법 제23조 비준 이후로 선거인단은 50개의 주와 컬럼비아 특별구에서 온 대통령 선거인으로 구성된다. 선거인단을 구성하는 538명의 선거인들은 각 주에서 직접 선출된다. 1824년 선거 이후 대부분의 주는 선거일에 주 전체의 대중 투표를 기반으로 한 주 전체 승자 독식 방식으로 선거인들을 선택했다. 메인주와 네브래스카주는 예외인데 두 주 모두 의회 선거구별로 선거인을 할당한다. 비록 투표용지에는 대통령 및 부통령 후보의 이름이 기재되어 있지만 (이들은 공동 후보로 출마한다), 유권자들은 사실 대통령과 부통령에 투표할 때 선거인을 선택하는 것이다. 대통령 선거인들은 다시 두 직책에 대한 선거인단 투표를 한다. 선거인들은 보통 자신의 당 후보에게 투표하기로 서약하지만, 일부 "신의 없는 선거인"들은 다른 후보에게 투표하기도 했다.
대통령 또는 부통령에 당선되려면 후보는 선거인단 투표의 절대 과반수(현재 270표)를 얻어야 한다. 만약 대통령 또는 부통령 선거에서 어떤 후보도 과반수를 얻지 못하면, 해당 선거는 수정 헌법 제12조의 비상 절차에 따라 결정된다. 이 경우, 하원은 상위 3명의 대통령 선거인단 득표자 중에서 대통령을 선택하고, 상원은 상위 2명의 부통령 선거인단 득표자 중에서 부통령을 선택한다.
수정 헌법 제20조 제3항은 하원이 취임일(1월 20일 정오)까지 대통령 당선인을 선택하지 못하면, 부통령 당선인이 하원이 대통령을 선택할 때까지 대통령 권한대행이 된다고 명시한다. 1947년 대통령 승계법에 따라, 하원 의장은 하원이 대통령을 선택하거나 상원이 부통령을 선택할 때까지 대통령 권한대행이 된다. 2025 현재까지 이러한 상황은 발생한 적이 없다. 이 점에 대한 헌법의 침묵은 하원이 일시적으로 제퍼슨-버 선거인단 교착 상태를 해결하지 못했던 1801년 불확정 선거에서 헌정 위기를 초래할 수도 있었다.

## 절차

### 대통령 선거
만약 어떤 대통령 후보도 선거인단 투표의 절대 과반수를 얻지 못하면, 수정 헌법 제12조에 따라 하원은 즉시 회의를 열어 가장 많은 선거인단 투표를 받은 세 후보 중에서 대통령을 선택해야 한다. 각 주 대표단은 일괄적으로 투표하며, 각 주마다 한 표를 갖는다. 대통령 당선인이 되려면 후보는 주 대표단 투표의 절대 과반수(현재 26표)를 얻어야 한다. 하원은 대통령을 선출할 때까지 계속 투표한다. 일괄 투표의 결과로, 하원에서 다수당이 소수당이 주 대표단의 다수를 차지할 경우 불확정 선거에서 패배할 수도 있다. 주가 아닌 컬럼비아 특별구는 참여하지 않는다. 컬럼비아 특별구에 선거인단 투표권을 부여한 수정 헌법 제23조는 컬럼비아 특별구에 불확정 선거에서의 투표권을 부여하지 않는다.
역사적으로, 어떤 후보에게도 과반수의 투표를 주지 않은 대표단은 "분할"로 표시되었고 따라서 어떤 후보에게도 투표하지 않았다. 하원 규칙에 의해 설정된 이 관행은 1801년 제퍼슨-버 선거를 여러 번의 투표로 이어지게 하는 원인이 되었다. 이 규칙은 1825년에도 따랐지만 결과에 영향을 미치지는 않았다. 현재까지의 불확정 대통령 선거는 비공개 회의에서 진행되었으며, 각 대표의 투표는 하원 일지 외에는 공개되지 않았다. 헌법은 불확정 선거가 비공개 회의에서 진행되어야 한다고 요구하지 않으므로, 미래의 불확정 선거는 공개 투표를 통해 공개 회의에서 진행될 수도 있다.

### 부통령 선거
만약 어떤 부통령 후보도 선거인단 투표의 과반수를 얻지 못하면, 수정 헌법 제12조에 따라 상원은 즉시 회의를 열어 가장 많은 선거인단 투표를 받은 두 후보 중에서 부통령을 선택해야 한다. 하원과 달리 상원의원들은 개별적으로 투표한다. 불확정 선거에서 상원은 하원과 별개로 투표하므로, 하원이 선택한 대통령과 상원이 선택한 부통령이 다른 당 소속일 수도 있다.
수정 헌법 제12조는 불확정 선거에서 부통령을 선출하기 위해 상원의 "전체 구성원의 과반수"(현재 100명 중 51명)를 요구한다. 실질적으로 이는 부재 또는 기권이 반대표와 마찬가지로 간주되어 두 후보 중 어느 쪽의 선출도 방해할 수 있다는 의미이다. 일부 학자와 언론인들은 헌법에 명시된 "상원 전체 구성원의 과반수"로 선출된다는 문구가 부통령이 동점자를 결정하기 어렵게 만든다고 생각한다.

## 과거 불확정 선거

### 1800년 대통령 선거
1800년 대통령 선거는 민주공화당의 토머스 제퍼슨과 에런 버 후보조가 연방당의 존 애덤스와 찰스 코츠워스 핑크니 후보조와 대결했다. 헌법의 원안 절차에 따르면, 각 선거인은 대통령과 부통령을 구분하지 않고 두 표를 행사했다. 과반수 득표자가 대통령으로 선출되고, 두 번째로 많은 득표자가 부통령으로 선출되었다. 각 당은 선거인 중 한 명이 세 번째 후보에게 투표하거나 기권하도록 하여, 자신들이 선호하는 대통령 후보(연방당의 애덤스, 민주공화당의 제퍼슨)가 다른 후보보다 한 표 더 얻도록 계획했다. 그러나 민주공화당은 계획을 실행하는 데 실패하여 제퍼슨과 버가 각각 73표의 선거인단 득표로 동점을 기록했고, 애덤스는 65표로 3위를 차지했다.
헌법은 "그러한 과반수를 얻은 사람이 둘 이상이고, 동수의 표를 얻었을 경우, 하원이 즉시 투표로 그들 중 한 명을 대통령으로 선택해야 한다"고 규정한다. 따라서 제퍼슨과 버는 하원 선거의 후보로 인정되었다. 비록 1800년 의회 선거에서 하원의 다수 통제권이 민주공화당으로 넘어갔지만, 대통령 선거는 연방당이 다수였던 전대 하원에서 결정되었다. 그럼에도 불구하고, 불확정 선거에서는 대통령 투표가 주별로 이루어지며, 각 주 대표단은 한 표를 갖는다. 그 결과, 일부 주에서 대표단이 분할되어 1801년에는 어느 당도 과반수를 얻지 못했다. 교착 상태가 지속되자, 대통령으로 제퍼슨을 선호했던 민주공화당 대표들은 두 가지 불쾌한 가능한 결과를 생각했다: 연방당이 버의 승리를 유도하거나, 교착 상태를 해결하지 못하는 것. 두 번째 시나리오는 취임일에 연방당원인 국무장관 존 마셜이 대통령 권한대행으로 남게 될 것이었다.
2월 11일부터 17일까지 7일 동안 하원은 35차례 연속 투표를 실시했으며, 제퍼슨은 매번 8개 주 대표단의 표를 얻어 필요한 과반수보다 한 표가 부족했다. 2월 17일, 36번째 투표에서 여러 연방당 대표들이 백지 투표를 함으로써 메릴랜드와 버몬트의 표가 미선택에서 제퍼슨으로 바뀌어 그에게 10개 주의 표와 대통령직을 안겨주면서 제퍼슨이 당선되었다. 이 상황은 선거인단에서 대통령과 부통령을 따로 선출하도록 하는 수정 헌법 제12조의 통과를 촉진하는 계기가 되었다.

### 1824년 대통령 선거
1824년 대통령 선거는 미국 정치의 호감의 시대가 끝날 무렵에 치러졌으며, 선거인단 투표를 얻은 네 명의 민주공화당 후보는 앤드루 잭슨, 존 퀸시 애덤스, 윌리엄 H. 크로퍼드, 그리고 헨리 클레이 시니어였다. 앤드루 잭슨이 다른 어떤 후보보다 더 많은 선거인단 및 대중 투표를 얻었지만, 당선에 필요한 131표의 과반수를 얻지 못하여 하원에서 불확정 선거가 진행되었다. 부통령 후보인 존 캘훈은 애덤스와 잭슨 진영 모두의 지지를 받아 다른 후보들을 압도하며 쉽게 승리했다.
수정 헌법 제12조의 조항에 따라, 선거인단 투표에서 상위 세 후보(잭슨, 애덤스, 크로퍼드)만이 하원 선거의 후보로 인정되었다. 당시 하원 의장이었던 클레이는 탈락했다. 클레이는 이후 애덤스를 지지했고, 애덤스는 1825년 2월 9일, 첫 투표에서 13개 주의 지지를 받아 대통령으로 당선되었으며, 잭슨이 7개 주, 크로퍼드가 4개 주를 얻었다. 애덤스의 승리는 대중 투표와 선거인단 투표 모두에서 다수표를 얻었기에 대통령으로 선출될 것을 기대했던 잭슨에게 충격을 주었다. 애덤스 대통령은 클레이를 국무장관으로 임명함으로써, 애덤스와 그의 전임자 세 명이 모두 국무장관을 역임했듯이 그를 사실상 대통령 계승자로 선언했다. 잭슨과 그의 지지자들은 애덤스와 클레이가 "부패한 거래"를 했다고 비난했으며, 잭슨파는 다음 4년간 이를 선거 운동의 주요 주제로 삼아 결국 1828년 선거에서 애덤스-잭슨 재대결에서 잭슨의 승리를 이끌어냈다.

### 1837년 부통령 선거
1836년 대통령 선거에서 민주당 대통령 후보 마틴 밴 뷰런과 그의 러닝메이트 리처드 멘터 존슨은 충분한 주에서 대중 투표를 얻어 선거인단 과반수를 확보했다. 그러나 버지니아의 선거인 23명 전원이 신의 없는 선거인이 되어 존슨에게 투표하기를 거부했고, 이로 인해 그는 당선에 필요한 148표의 과반수에서 한 표가 부족했다. 수정 헌법 제12조에 따라 상원에서는 존슨과 휘그당 후보 프랜시스 그레인저 사이에서 불확정 선거를 치러야 했다. 존슨은 단일 투표에서 33대 16으로 쉽게 당선되었다.

## 제안된 변경 사항
일부 의원들은 불확정 선거 절차를 변경하기 위한 헌법 개정안을 제안했다. 일부 제안은 선거인단과 불확정 선거 절차를 폐지하고 대통령을 직접 선출하며, 대중 투표에서 다수 또는 과반수를 얻은 후보가 대통령이 되도록 하는 것을 요구한다. 다른 제안들은 대통령 불확정 선거 절차를 변경하여 각 주 대표단이 아닌 하원 의원 각자가 한 표를 행사하도록 하거나, 두 가지 불확정 선거를 의회의 합동 회의에서 진행하도록 하는 것을 목표로 했다.

## 미국 외 지역
대통령 불확정 선거는 역사적으로 미국 헌법의 영향을 받은 다양한 라틴아메리카 국가들의 헌법에도 존재했다. 예를 들어, 1925년 칠레 헌법에 따르면, 대통령 선거에서 어떤 후보도 절대 과반수를 얻지 못하면 국회의 양원이 함께 모여 상위 두 후보 중 한 명을 대통령으로 선택했다.